# Tanya McQueen
Tanya McQueen (18 de fevereiro de 1972) é uma designer de interiores no programa de televisão Extreme Makeover: Home Edition.